# Alionoctula endoi
Alionoctula endoi is een zoogdier uit de familie van de gladneuzen (Vespertilionidae). De wetenschappelijke naam van de soort werd voor het eerst geldig gepubliceerd door Imaizumi in 1959.

## Voorkomen
De soort komt voor in Japan.